# Der Überläufer (Roman)
Der Überläufer ist ein Roman von Siegfried Lenz, der im Jahr 2016 postum erschien und 2020 verfilmt wurde.

## Handlung
Siegfried Lenz erzählt im Roman die Geschichte des jungen deutschen Soldaten Walter Proska, der während des letzten Kriegssommers an der Ostfront stationiert war. Er erlebt den Krieg als Tollhaus, die Befehle des verrohten und versoffenen Vorgesetzten taxiert er als irrwitzig. Er erkennt, dass Werte wie „Pflicht“, „Gehorsam“, „Nationalbewusstsein“ keineswegs heilig und ewig sind, sondern als „rhetorisches Sickergift“ systematisch eingeimpft wurden; „sie haben uns irre, unselbständig gemacht.“
Der Autor behandelt im fiktionalen Text Fragen wie: Was ist wichtiger, Pflicht oder Gewissen? Wer ist der wahre Feind? Kann man handeln, ohne schuldig zu werden?

## Entstehung
1951 weigerte sich der Verlag Hoffmann und Campe diesen zweiten Roman von Siegfried Lenz zu veröffentlichen. Im Kalten Krieg war ein Romanheld, der die Geschehnisse der unmittelbaren Vergangenheit hinterfragt und zu den Sowjets überläuft, nicht opportun. Als das Buch schließlich 2016 siebzehn Monate nach Lenz’ Tod veröffentlicht wurde, führte es fünf Wochen lang, vom 12. März bis zum 15. April 2016, die Liste der meistverkauften Belletristikbücher in Deutschland an. Heute zählt der Roman zu den wichtigen Werken der deutschen Nachkriegsliteratur.

## Ausgaben
- Der Überläufer. Hoffmann und Campe, Hamburg 2016, ISBN 978-3-455-40570-5

## Verfilmung
Der Film Der Überläufer wurde in der ARD als Zweiteiler im April 2020 gesendet.